# 条理ある疑いの彼方に
『条理ある疑いの彼方に』（じょうりあるうたがいのかなたに、Beyond a Reasonable Doubt）は1956年のアメリカ合衆国のサスペンス映画。フリッツ・ラング監督のハリウッドでの最後の作品で、出演はダナ・アンドリュースとジョーン・フォンテインなど。死刑廃止キャンペーンのため自ら死刑囚となった作家の男がたどる数奇な運命を描いている。
2009年にピーター・ハイアムズ監督により『ダウト 〜偽りの代償〜』としてリメイクされている。

## キャスト
- トム・ギャレット: ダナ・アンドリュース - 作家
- スーザン・スペンサー: ジョーン・フォンテイン - 新聞社社長令嬢
- オースティン・スペンサー: シドニー・ブラックマー - 新聞社社長、スーザンの父
- ボブ・ヘイル: アーサー・フランツ（英語版）
- ロイ・トンプソン: フィリップ・ボーヌフ（英語版）
- ケネディ警部補: エド・ビンズ（英語版）
- ジョナサン・ウィルソン: シェパード・ストラドウィック（英語版）
- テリー・ラルー: ロビン・レイモンド（英語版）
- ドリー・ムーア: バーバラ・ニコルズ（英語版）

## 作品の評価
Rotten Tomatoesによれば、18件の評論のうち高評価は72%にあたる13件で、平均点は10点満点中6.75点となっている。